# 金膺禹
金 膺禹（きん・ようう、キム・ウンウ、朝鮮語: 김응우、1848年6月17日 - 1878年10月4日）は、平安南道の小作農民、墓守。金輔鉉の父。朝鮮民主主義人民共和国（北朝鮮）国家主席金日成の曾祖父。国防委員長の金正日の高祖父。本貫は全州金氏。北朝鮮の正史や教科書ではジェネラル・シャーマン号事件の首魁とされるが、その伝記については北朝鮮のプロパガンダによる捏造が多く疑問視されている。金正恩は来孫。

## 生涯
1848年の旧暦6月17日、朝鮮平安南道平壌中城里で先祖代々の小作農家に生まれる。幼少から小作農業に従事していたが、生活は大変貧困であったために、1860年代に平壌在住の素封家で大地主の李平澤（リ・ピョンテク）家の墓守になり、墓所近くの高台の一軒家を借りて、萬景臺に移住した。当時の朝鮮では、墓守は卑しい職業の一つであったという。1878年旧暦10月4日、30歳で死去した。

## 北朝鮮の主張による「ジェネラル・シャーマン号放火事件」の顛末
金日成の回顧録『世紀とともに』によると、金膺禹が18歳の時にあたる「1866年7月、アメリカの武装商船ジェネラル・シャーマン号が朝鮮国に通商を求めて、大同江を溯り平壌のトゥル島に停泊した。金膺禹は、村民たちと一緒に家々から網を集めて、対岸の乫遊島と萬景峰の間に幾重にも張り巡らせて、ジェネラル・シャーマン号の航路を遮った。その後「ジェネラル・シャーマン号は、羊角島に航路を採って大砲を撃ちならし、周辺の民家から財貨を強奪している」という噂を聞いた金膺禹は、村民を引き連れて平壌城に駆けつけ、平壌の官兵と協力して、柴を積んだ小舟を何艘もつないで放火をし、船内の乗組員を皆殺しにした」とされる。
また、北朝鮮の歴史教科書『ウィヒョク』や『チンヒョク』によると「1866年8月、アメリカ帝国主義武裝侵略船「ジェネラル・シャーマン号」が、大同江に侵入した時、万景台とその周辺の農民に呼びかけ、義兵部隊を組織し、強力な陣地防御戦法で敵を完全に撃退し、当時の世界中の人を驚かせた」と北朝鮮の歴史では、金日成主席の曾祖父の金膺禹の指揮の下に「ジェネラル・シャーマン号」は放火されたと強調されているが、朴珪壽の事件報告書をはじめ、史実では、平安監司朴珪壽の指揮によってジェネラル・シャーマン号は撃沈されたものであり、事件報告書にも、当時の歴史文献にも金膺禹の記録は存在しない。文盲で無学の金膺禹に陣地防御戦法の知識があったとは思えないし、一介の小作人であった金膺禹が義兵を率いて戦ったというのは信憑性に欠けるが、北朝鮮では史実として教育しており、1966年ジェネラル・シャーマン号撃沈の100周年を記念して『ジェネラル・シャーマン号撃沈記念碑』が立てられている。

## 家系
金膺禹の一家は、全州金氏であり、祖先はもと全州に住んでいたが、金膺禹の10代前の祖先である金継祥（キム・ギェサン、김계상）の代に、全羅北道全州から北の咸鏡道に移住し、さらに平安南道の万景台に移住したという。
- 養父：金松齢（キム・ソンニョン、김송령）（1810年 - 1899年3月12日）
- 養母：羅氏（ナ・ギョンウォン？나현직）（1811年 - 1897年1月23日）
  - 本人：金膺禹（キム・ウンウ、김응우）（1848年旧暦6月17日 - 1878年旧暦10月4日）
  - 妻：李氏（이씨）
  - 子：金輔鉉（キム・ボヒョン、김보현）（1871年旧暦8月19日 - 1955年新暦9月2日）
    - 孫： 金亨稷（キム・ヒョンジク、김형직）（1894年7月10日 - 1926年6月5日）
      - 曾孫：金日成（キム・イルソン、김일성）（1912年4月15日 - 1994年7月8日）
        - 玄孫：金正日（キム・ジョンイル、김정일）（1941年2月16日 -　2011年12月17日）
          - 来孫：金正男（キム・ジョンナム、1971年5月10日 - 2017年2月13日）
            - 昆孫：金漢率（キム・ハンソル、1995年6月16日 - ）

          - 来孫：金正哲（キム・ジョンチョル、1980年9月25日 - ）
          - 来孫：金正恩（キム・ジョンウン、김정은）（1984年1月8日 - ）
- 大叔父：金康洙
- 叔父：金柏齢（キム・ペンニョン、김백령）
  - 従弟：（キム・ウングク、김응국）（1854年3月2日 - 1947年2月5日）
  - 従妹：（キム・ジョンス、김종수）（1855年4月3日 - 1943年1月）
  - 従妹：（キム・インソク、김인석）（1863年3月22日 - 1952年2月3日）

## 補註
1. ↑  タイトル[リンク切れ]『壬辰倭乱の金応瑞将軍は、金日成の祖先か？』張海成（ジャン・ヘソン、장해성）前半では、北朝鮮の歴史教育で「金日成の家は代々続いてきた革命家の家系」だったとしている件を取り上げ、現在は金日成の曾祖父の金膺禹以降の家系からしか教えないが、かつて党が「唯一思想体系」を考えた当初は、これを金應瑞まで接続して、「壬辰倭乱時に平壌まで侵攻してきた倭将小西飛騨守（内藤如安）の首を刎ねた、金應瑞将軍は金膺禹の何代前の先祖である…」と、解説されたことがあるが、大韓民国の歴史学者によると、「金日成の金姓は全州金氏であり、金応瑞の金姓は金海金氏であり、全州金氏は新羅王族の末裔、金海金氏は金官伽耶王族であるため、どのように系譜を辿っても金日成が、金応瑞の子孫となることはあり得ない」と虚偽を暴露されてからは、金膺禹以降の系譜しか教えなくなった件を取り上げ、後半では金膺禹が、ジェネラル・シャーマン号事件で民衆を率いたにしては、年齢が若すぎる点、当時の記録に無い点などを取り上げて虚偽を解説している。また内藤如安が斬首された史実はなく、撤退後、1600年には主君小西行長の下関ヶ原の戦いに西軍として参陣。西軍は敗れたものの東軍前田利長の客将に迎えられ、敗軍の将として処罰されることもなく金沢に居した。1613年、江戸幕府よりキリシタン追放令が出されると、キリシタンであった如安にも累が及び、翌1614年、高山右近らとともにマニラに追放された。同地では日本人町を建設し、1626年に77歳の天寿を全うしている。
2. ↑  『ドキュメント・金日成の真実-英雄伝説「1912年-1945年」を踏査する』によると、金日成の生い立ちについて「彼（金日成）の生家が墓守りという朝鮮王朝時代の身分階層上の『賎民』であり、伯母の玄養信が同じく『八賎（代表的賎民）』の一つムーダン（巫堂）だった…」とある文章による。
3. ↑  北朝鮮の歴史教育は、『ウィヒョク（金日成の革命歴史）』、『チンヒョク（金正日の革命歴史）』、『オヒョク（金正淑の革命歴史）』の丸暗記であり、これによって受験の合否が決定される。